# La donna di Parigi
La donna di Parigi (A Woman of Paris) è un film diretto e prodotto da Charlie Chaplin e interpretato da Edna Purviance; fu proiettato la prima volta il 1º ottobre 1923.

## Trama
In un paesino della provincia francese la relazione contrastata dai rispettivi genitori convince due giovani innamorati a progettare la fuga verso Parigi, dove coronare col matrimonio il loro sogno d'amore.
Nel cuore della notte, in una deserta stazione ferroviaria, la timida Marie (Edna Purviance), sconsolata e addolorata per essere stata ripudiata dal padre, attende l'arrivo del suo Jean (Carl Miller) per prendere insieme il treno del quale ha intanto acquistato i biglietti. Il protrarsi dell'attesa le suggerisce una telefonata a casa di lui dove un dramma inimmaginabile è in corso: il padre sta morendo d'infarto, schiacciato forse dal dolore per la relazione non gradita del figlio, che non riesce però a comunicare telefonicamente l'accaduto a Marie. Ella, pensando di essere stata respinta, al sopraggiungere del treno, decide di prenderlo per raggiungere Parigi da sola.
Un anno dopo Marie è la mantenuta di un facoltoso uomo di mondo parigino, lo scapolo Pierre Revel (Adolphe Menjou). La sua esistenza trascorre nel lusso e nella lussuria di un mondo sfavillante, effimero e lascivo, dove il tenore di vita pare essere agli antipodi dei buoni sentimenti e della comune morale. Ma anche in questo abbagliante mondo è possibile trovare un equilibrio, purché i suoi protagonisti accettino la regola dell'ipocrisia su cui poggiano i rapporti, poco affettivi e molto interessati.
Venuta a conoscenza che Pierre si è fidanzato con una donna altrettanto ricca Marie si rifiuta di uscire con lui e ricorre alla compagnia di alcune sue amiche. Ed è rispondendo all'invito alla festa di una di queste che, recandosi all'appartamento indicatole, dove la festa è in procinto di scivolare in un'orgia affollata, Marie, bussando alla porta sbagliata, si imbatte nello studio di un pittore, che altri non è che il suo Jean col quale progettava matrimonio e famiglia solo un anno prima.
L'incontro fortuito riaccende la passione e col pretesto di farsi fare il ritratto Marie coglie l'occasione per fissare alcuni momenti in cui rivedersi ed aiutare Jean, che vive modestamente con la madre. A ritratto ultimato, in cui lui la dipinge esattamente come era l'ultima volta che si videro prima della sua partenza, Jean coglie l'occasione per dichiararsi e chiederle nuovamente di sposarlo. Ella liquida allora il suo facoltoso protettore scoprendosi ancora innamorata di Jean. Recatasi allo studio per accettare la proposta di matrimonio, ha modo d'udire, non vista, la conversazione di Jean con l'anziana madre che teme per il futuro del figlio. Confrontato con le preoccupazioni di lei Jean afferma di non essere sinceramente interessato a sposare Marie. Accortosi solo dopo della sua presenza nella camera attigua, tenta inutilmente di impedirne il definitivo allontanamento.
Marie allora riallaccia il legame con Pierre, che nel frattempo si è consolato con una delle presunte amiche di Marie.
Nello sfarzoso ed esclusivo ristorante dove Marie ha modo d'ostentare rango e territorio riconquistati, Jean, armato di revolver, le fa pervenire un biglietto con la richiesta di un ultimo incontro. Pierre sottrae il biglietto alla donna e invita il contendente al tavolo dove stanno cenando e dove ben presto scoppia una lite tra i due uomini, prontamente sedata dal personale di servizio che invita Jean ad abbandonare il locale.
Nella sala da pranzo pare tornata la calma, ma l'eco di uno sparo raggiunge i commensali e in particolare Marie, che presagisce accadimenti funesti. Jean, infatti, si è suicidato nell'atrio del ristorante.
La salma di lui viene riconsegnata all'anziana madre che, in preda alla disperazione ed ai sentimenti suscitati in lei dal ritratto di Marie, che sovrasta il letto dove giace il corpo del figlio, si arma di revolver e si dirige verso la residenza della donna. Qui giunta apprende che ella è appena uscita per andare a casa di Jean e dargli un estremo saluto. La donna ritorna allora sui suoi passi e trova Marie in lacrime riversa sul corpo senza vita dell'amato. Solo in quel momento comprende il vero sentimento di Marie per Jean, abbandona così l'arma e i suoi propositi di vendetta.
La scena successiva ci mostra l'anziana madre di Jean e Marie intente ad accudire alcuni bambini orfani in una casetta di campagna, lontana dalle luci di Parigi, adibita a centro di accoglienza per minori. Esse, accomunate dal dolore, si dedicano ad un'opera di bene gratuito che pare ripagarle con la serenità. Per un attimo i destini di Marie e di Pierre si sfiorano nuovamente. Lungo la strada sterrata nei pressi dell'istituzione la macchina di lui incrocia il carretto su cui Marie è salita per fare una commissione, ma egli non si accorge di lei. Alla domanda del compagno di viaggio di Pierre se questi abbia più ricevuto notizie di Marie, egli risponde con una leggera scrollata di spalle ed una vaga smorfia del viso. L'ultima scena li vede entrambi allontanarsi in direzioni opposte verso le rispettive scelte di vita.

## Il film

La donna di Parigi

### La genesi
Onorati gli impegni contrattuali con la casa di produzione First National, Chaplin è finalmente libero di produrre da sé i suoi film, o meglio, sotto l'etichetta della United Artists, casa di distribuzione da lui fondata unitamente ai colleghi ed amici Douglas Fairbanks, Mary Pickford e D. W. Griffith, quale risposta al cartello delle major hollywoodiane che speravano di uniformare al ribasso i cachet delle loro star. La contromossa di Chaplin e soci, giocata d'anticipo e con tanto di spie e detective ingaggiati ed infiltrati nelle riunioni delle major per acquisire informazioni riservate, fu decisamente più efficace, poiché tagliò loro i profitti e secondariamente, per quanto involontariamente, decretò il fallimento più o meno immediato di alcune di loro.

### Tecnica rivoluzionaria
Per la verità questo primo film indipendente di Chaplin non comportò grosse soddisfazioni economiche, anzi, da questo punto di vista, fu un fiasco. Per contro, dal punto di vista estetico, l'accoglienza della critica fu oltremodo entusiasta: le recensioni lo descrissero come il più importante film drammatico mai proiettato fino ad allora, innovativo, rivoluzionario, nel soggetto e nell'interpretazione, il primo film realista. In effetti Chaplin col suo genio, la sua intelligenza, volle improntare la recitazione ad uno stile misurato, essenziale, rompendo con l'enfasi mimica propria del muto. Dovette faticare parecchio per convincere i suoi attori al nuovo stile recitativo, intimando loro la naturalezza, rammentando loro, durante le riprese, che la macchina da presa avrebbe amplificato sullo schermo i minimi particolari e le espressioni del loro volto e che quindi anche il semplice battere di ciglia sarebbe stato egualmente colto dallo spettatore.

### La ragione di un insuccesso
Il film influenzerà in seguito intere generazioni di registi, confermandosi una pietra miliare nella storia del cinema. Allo spettatore moderno non può certo rivelare nulla di così rivoluzionario, ma ai suoi contemporanei, in particolare agli addetti ai lavori, fornì la chiave di una nuova lettura dell'arte cinematografica.
Probabilmente questa fu la causa dell'insuccesso di pubblico del film: a nessuno interessava un film d'arte, a nessuno interessava pagare per un film di Chaplin in cui Chaplin non compariva, il pubblico voleva ridere con Charlot. Infatti questo e La contessa di Hong Kong saranno le uniche due opere di Chaplin in cui egli si limita a dirigere senza prendere parte alla recitazione. Per la verità, Chaplin appare per una manciata di secondi, alla stazione, nei panni del facchino che perde la cassa che sta trasportando sulle spalle e si allontana.
Inoltre, l'America puritana e bigotta dell'epoca non gradì la dubbia moralità della protagonista e che si dipingessero dei genitori (intesi come famiglia) in modo meno che esaltante com'era tradizione, dato che, nello specifico, essi sono la causa delle disgrazie dei due innamorati. Come conseguenza in alcuni Stati il film fu arbitrariamente riadattato con il taglio delle scene ritenute inopportune. Altrove, dove vigeva la proibizione del tabagismo, venne direttamente boicottato.
Chaplin non poteva sopportare che chicchessia manomettesse il suo lavoro: dopo solo un mese di programmazione tolse il film dal circuito di distribuzione per non mostrarlo mai più. Solo cinquant'anni più tardi, alla fine della sua carriera e della sua esistenza vi rimise mano quale ultimo impegno terreno. Fu ridistribuito postumo.
Lo sguardo di Chaplin è chiaro nella breve sequenza umoristicamente esplosiva dei tartufi allo champagne  la cui didascalia, inserita una nota, ne dà la semplice ricetta in sintesi, si tratta di tartufi sradicati dal terreno da maiali, una delicatezza per porci e gentlemen. La donna di Parigi è disponibile nel Web integralmente.

### Voglia di dramma
Da otto anni nel cinema, oramai affermato quale assoluto talento e genio comico, consacrato a livello planetario da innumerevoli successi, tra i quali Charlot soldato e Il monello, passato per un matrimonio fallimentare (e relativo divorzio), da tempo Chaplin desiderava cimentarsi in un'opera drammatica e al tempo stesso rilanciare la carriera della sua primadonna: Edna Purviance, incamminatasi sul viale del tramonto, si rifugiava sempre più frequentemente nelle effimere illusioni dell'alcool ed era diventata professionalmente (ed anche nella forma fisica) ingombrante. Ma rappresentava pur sempre un legame affettivo significativo, tale da coinvolgere Charlie nel progetto di un film a lei dedicato o quantomeno su di lei imperniato.

### Le muse ispiratrici o le amanti
Lo spunto per La donna di Parigi, pare venne offerto a Chaplin dall'incontro con l'avventuriera e cacciatrice d'uomini "esclusivamente milionari" (in dollari) Peggy Hopkins Joyce e dai racconti sui suoi partner e sulle sue vicende personali. In particolare dall'affaire con un editore francese conosciuto anche da Chaplin al tempo del suo viaggio in Europa del 1921 e del quale Charlie fu messo a conoscenza durante il periodo di breve ma intensa frequentazione tra i due, frequentazione che alimentò illazioni della stampa rosa su un'ennesima conquista della cacciatrice.
Perfezionista come sempre per la realizzazione del film Chaplin assunse quattro assistenti alla regia, due dei quali di origini francesi, per meglio ricreare le atmosfere parigine e dare maggiore realismo e credibilità alla sua opera.
Durante la lavorazione Chaplin si lasciò coinvolgere dalla passione per l'affascinate attrice di origini polacche Pola Negri già conosciuta in occasione del viaggio europeo: furono otto mesi di relazione condivisa dalla stampa, contrariamente allo stile discreto mantenuto da Charlie negli affetti privati, probabile pegno pagato per l'arricchimento culturale e psicologico di matrice Europea che lei gli fornì e che certamente egli seppe sfruttare per l'ambientazione parigina del suo film.

### Scandalosa Edna
Il film, che nelle intenzioni di Chaplin doveva affrancare Edna dalla sua dipendenza artistica da lui, in realtà non raggiunse lo scopo prefissato, però contribuì a dare rilievo all'interpretazione particolarmente apprezzata di Adolphe Menjou. Il giorno di Capodanno del 1924 Edna era ospite in camera del magnate petrolifero e suo partner Courtland Dines. Durante i festeggiamenti per il nuovo anno, ai quali partecipava anche Mabel Normand, lo chauffeur di quest'ultima sparò un colpo di pistola contro il magnate e lo uccise. In conseguenza dello scandalo in cui Edna rimase coinvolta il film che la vedeva protagonista venne boicottato in numerose città degli Stati Uniti d'America e decretò la sua fine artistica.

## Accoglienza
In Chapliniana a cura di Guido Oldrini è riportato un intervento pronunciato il 27 aprile 1944 in inglese, reperibile sulla rivista Cinema pubblicata a Mosca, di Vsevolod Pudovkin, dove afferma che La donna di Parigi solo «apparentemente può scostarsi dal consueto stile chapliniano, rivela invece, e con singolare forza e chiarezza», la concezione della vita che Charlie Chaplin esprime con la sua arte.

### Incassi
Georges Sadoul scrive, citando René Clair, che «La donna di Parigi non ebbe un successo paragonabile a quello degli altri film. (...) Il cinema muto americano ha trovato in quest'opera fallita lo spunto per il rinnovamento».

### Critica
Vsevolod Pudovkin ha scritto che a suo parere «questo film ha creato una delle più dolorose e crudeli storie della vita contemporanea. (...); il suo ritrarre diretto e semplice ci mostra la realtà della vita. Chaplin è un umanista profondo sincero. (...) in ciò somiglia un poco al nostro Čechov»
Più o meno sulla stessa linea troviamo quando scritto da Mikhail Bleiman, che considera La donna di Parigi «un'opera che in fatto di acutezza e di penetrazione psicologica è quasi all'altezza di Cekhov e di Maupassant, e la cui importanza nell'evoluzione dello stile cinematografico è forse pari all'importanza dei lavori di Griffith e Stroheim».
Gianni Volpi scrive, tra le sue considerazioni, che «registi come Lubitsch e Clair  restano impressionati dalla freddezza e giustezza di sguardo con cui Chaplin sa significare complessi stati d'animo».